# 中川敬輔
中川 敬輔（なかがわ けいすけ、1969年8月26日 - ）は、日本のベーシスト。ロックバンドMr.Childrenでベースを担当。愛称は、ナカケー。

## 人物
- 長崎県で生まれ、後に東京都町田市へ転住。
- 中学一年の時、同じ野球部の仲間であり、すぐ近所に住む友人が趣味でギターを始めたことに触発され、楽器に興味を持ち始める。
- ベースは、フェンダー・ジャズベースを使うことが多く、リッケンバッカー #4003やフォデラ製ベースなどもたびたび使用する。アンプについてはツアー毎に変っていくことが多く、情報もあまり公にされていない。
- 趣味は競馬、パチンコ、野球観戦。プロ野球では、少年時代から阪神タイガースのファンだと公言しており、桧山進次郎、矢野燿大ら多くの選手・OBとも親交がある。またアーティスト仲間や事務所スタッフらと結成した草野球のチームに所属しており、お笑い芸人の陣内智則が「草野球の試合に行ったら、相手チームに（ミスチルの）中川さんが居て驚いた」とナカイの窓、アメトーーク出演時に述べている。阪神のファンクラブ会報には中川へのインタビュー記事が掲載されたことがあり、Mr.Childrenのファンクラブ会報でも中川の記事はほとんどが阪神についての内容となっていることもある。またプライベートや、ペナントレース中に鈴木英哉と阪神甲子園球場をはじめ、ライブ会場近くの球場で試合を観戦する事もある[1]。
- 鈴木や田原健一と同じ中学校に通っていた。その頃田原と「高校に入ったらバンドをやろう」と約束し、田原はギターを選んだため、自らベースを選んだ[2]。このような経緯から桜井和寿はMusic Loversで、「田原と中川の二人がMr.Childrenの原型です」と言っている。その後田原と同じ高校に進学し、軽音楽部で桜井と出会う事になる。高校を中退したため[3]、デビューまではバンドとアルバイト（ラーメン屋のバイト）を繰り返す日々だった。
- 1997年4月からのMr.Childrenの活動休止中にドラム担当の鈴木、the pillowsの山中さわお、MY LITTLE LOVERの藤井謙二と共に期間限定で「林英男（はやし ひでお）」というバンドを結成。バンド名は、メンバーがよく行く飲み屋の主人の名前に由来する。1998年2月には渋谷CLUB QUATTROなど4か所でライブを行い、来場者に3曲入りのオリジナルテープを配布。
- 曲作りにおいては、2004年発売のアルバム「シフクノオト」で特集を組んだ「別冊カドカワ」のインタビュー内で、「昔はボーカルの桜井のほうから、音の注文があったが、最近はそういうことが全く無くなった。まあ、信頼されているのか、それとも勝手にやれよなのかはよくわからないけど」というような趣旨のことを述べている。
- 身長175cm、体重60kg（デビュー時の公表数値）。
- 既婚。